# Jean-Claude Makaya Loembe
Jean-Claude Makaya Loembe (* 13. Mai 1954 in Pointe-Noire, Mittelkongo) ist ein kongolesischer Geistlicher und emeritierter römisch-katholischer Bischof von Pointe-Noire.

## Leben
Jean-Claude Makaya Loembe empfing am 3. Juli 1983 die Priesterweihe für das Bistum Pointe-Noire.
Papst Johannes Paul II. ernannte ihn am 19. Dezember 1994 zum Bischof von Pointe-Noire. Der Bischof von Poitiers, Albert Jean-Marie Rouet, spendete ihm am 22. April des nächsten Jahres die Bischofsweihe; Mitkonsekratoren waren Erzbischof Diego Causero, Apostolischer Nuntius in der Republik Kongo und Zentralafrikanischen Republik, und Barthélémy Batantu, Erzbischof von Brazzaville. 
Papst Benedikt XVI. verfügte am 31. März 2011 seine Absetzung als Bischof von Pointe-Noire. Laut Presseberichten sollen finanzielle Unregelmäßigkeiten und der Vertrauensverlust bei seinem Klerus zur Entbindung vom Amt geführt haben.